# Ranorythus
Ranorythus is een geslacht van haften (Ephemeroptera) uit de familie Tricorythidae.

## Soorten
Het geslacht Ranorythus omvat de volgende soorten:
- Ranorythus langrandi
- Ranorythus violettae